# Viscosia fatigans
Viscosia fatigans is een rondwormensoort uit de familie van de Oncholaimidae. De wetenschappelijke naam van de soort is voor het eerst geldig gepubliceerd in 1946 door Filipjev.